# Фридрих (Тюбинген)
Вижте пояснителната страница за други личности с името Фридрих.
Фридрих (на немски: Friedrich, † 1162) е от 1152 до 1162 г. пфалцграф на Тюбинген.

## Биография
Той е най-възрастният син на пфалцграф Хуго I фон Тюбинген (1125 – 1152) и съпругата му Емма или Хемма фон Цолерн († сл. 1152), дъщеря на граф Фридрих I фон Цолерн.
След смъртта на баща му той управлява Пфалцграфство Тюбинген. Заедно с брат си Хуго II (1115 – 1182) е в свитата на император Фридрих I Барбароса.
Фридрих се споменава като пфалцграф в няколко императорски документа, за пръв път в документ на император Фридрих I Барбароса, издаден в Шпайер на 19 август 1152 г.